# Videojoc d'aventures
Un videojoc d'aventura és un tipus de videojoc en el qual l'interès predominant s'enfoca en la recerca i exploració, els diàlegs, la resolució d'enigmes, en lloc dels reflexos i l'acció. Així, un videojoc d'aventura és una ficció, com una pel·lícula, novel·la o còmic, de la qual el principal objectiu és explicar una història; diferenciant-se d'altres mitjans de comunicació per la seva interactivitat, el jugador pot influir en la història en forma de protagonista. Alguns videojocs d'aventura ofereixen diverses ramificacions d'escenari. Com una obra de ficció, els videojocs d'aventura afecten un gran nombre de gèneres literaris: fantasia, ciència-ficció, policíac, horror o comèdia. Els videojocs d'aventura són gairebé tots dissenyats per a un sol jugador; per la seva relació amb la història, introduir l'aspecte multijugador faria que la realització es tornés complexa.

## Història
Els primers jocs d'aventura, desenvolupats en els anys 70 i principis de la dècada dels vuitanta, es basaven en text, utilitzant analitzadors de text per traduir l'acció del jugador en comandaments. A mesura que els ordinadors personals es van fer més poderosos amb la possibilitat de mostrar gràfics, el format de joc d'aventura gràfica es va fer popular, inicialment transformant les comandes de text del jugador en gràfics, però aviat avançant cap a interfícies de point i click. Els avanços informàtics posteriors van facilitar jocs d'aventures amb gràfics més immersius utilitzant escenes en tres dimensions o vídeos full-motion en perspectiva de primera o tercera persona.
Per als mercats de l'hemisferi occidental, la popularitat del gènere va arribar al seu punt àlgid de finals de la dècada de 1980 a mitjans dels noranta, quan molts van considerar que es trobava entre els gèneres més avançats tècnicament, però s'havia convertit en un gènere de nínxol a principis dels anys 2000. A causa de la popularitat dels tiradors en primera persona, es va tornar difícil trobar editorials que donessin suport a aquestes empreses. Des de llavors, s'ha produït un ressorgiment en el gènere per l'èxit del desenvolupament del videojoc independent, especialment pels esforços de crowdfunding, l'àmplia disponibilitat de distribució digital que permet aproximacions episòdiques i la proliferació de noves plataformes de jocs, incloses les consoles portàtils i els dispositius mòbils; The Walking Dead es considera un títol clau que va rejovenir el gènere.
Dins els mercats asiàtics, els jocs d'aventures segueixen sent populars en forma de novel·les visuals, que representen gairebé el 70% dels jocs de PC llançats al Japó. Els mercats asiàtics també han trobat mercats per a jocs d'aventura per a dispositius de jocs portàtils i mòbils.

### Els videojocs textuals d'aventura

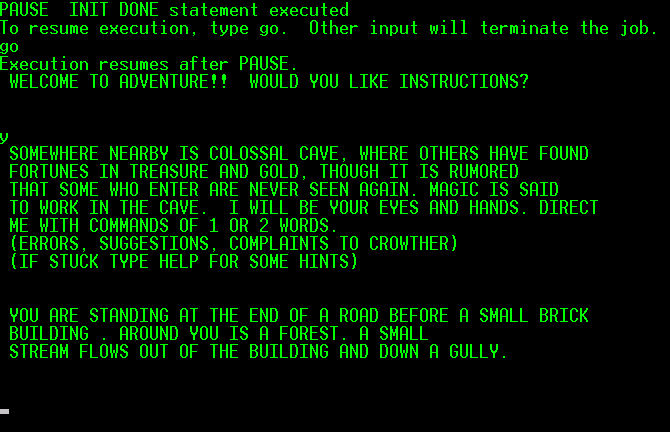
Pantalla de ADVENT, primera versió de Colossal Cave Adventure.

Històricament, el primer videojoc d'aventura és Colossal Cave Adventure. Desenvolupat per William Crowther en Fortran en un PDP-10, es va difondre a través d'ARPANET malgrat la seva gran mida per a l'època (300 KiB). Després van venir les aventures de Scott Adams, que van ser les primeres venudes per a microordinadors. Per limitar la memòria compatible, l'intèrpret és mínim i el text relativament concís. La primera empresa especialitzada en ficció interactiva amb èxit comercial va ser Infocom, que va desenvolupar el seu propi llenguatge i el seu intèrpret, per limitar l'espai ocupat pel programa; les aventures eren variades, anant del gènere policíac a la ciència-ficció, i el públic va seguir al llarg de la dècada del 1980.

### El gràfic complet

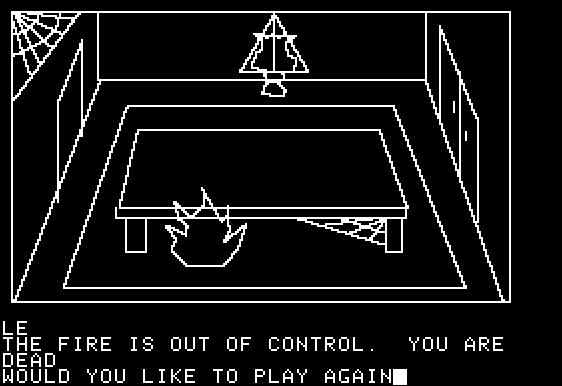
Captura de pantalla de Mystery House, primera aventura gràfica del Apple II (1980).

La gran novetat que segueix va ser la introducció de la imatge. Augmentant l'ús del llenguatge màquina que permet programes més curts i la memòria de les màquines, es fa possible utilitzar les capacitats gràfiques d'un ordinador com l'Apple II. Molt aviat no es queda més que l'empresa Infocom a escriure aventures purament textuals.
Tanmateix, el primer moment de sorpresa passat, un grafisme sumari de maldestres línies blanques sobre un fons negre uniforme, va perdre ràpidament el seu encant. L'estil gràfic, per assolir la maduresa, requereix una verdadera qualitat estètica, la forma d'aplicar-la i dissenyadors gràfics, arquitectes d'aquests requisits.
En el procés, videojocs que exploten al millor possible els recursos gràfics disponibles van ser comercialitzats, com Sherwood Forest (1982), Masquerade (1983) de Dale Johnson o Transylvania (1982, reeditat el 1984) per Antonio Antiochia.
Això planteja un altre problema: la introducció d'imatges en els videojocs d'aventura implica una major capacitat d'emmagatzematge. Les primeres aventures gràfiques requereixen un gran nombre de disquets per a la seva instal·lació, i això fins que el CD va fer la seva aparició.
Aquest problema d'emmagatzematge farà la indústria vacil·lar durant alguns anys entre els gràfics vectorials o de mapes de bits. Aquest últim tipus, que permet més detalls en la representació, però requerint més capacitat d'emmagatzematge, finalment va prevaler.

### Sierra On-Line

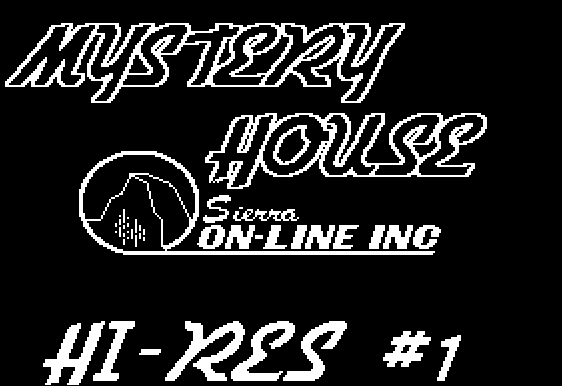
Captura de pantalla de Mystery House.

A la dècada del 1970, Ken Williams va iniciar una empresa de programari de negocis executant en l'Apple II, ordinador personal que en aquell moment dominava el mercat. Un dia, torna a casa amb una terminal de teletip per treballar en el desenvolupament d'un programa de comptabilitat. Explorant l'ordinador central a què estava connectat, es va trobar amb un programa desconegut anomenat Adventure. Després va trucar a la seva dona, Roberta i tots dos van executar-lo. La seva trobada amb el videojoc de Crowther i Woods tornava a alterar significativament la història dels videojocs. Comencen a jugar a través de la terminal, a 2.000 km de distància, una versió d'Adventure, present en tots els miniordinadors del país. Els Williams estaven addictes, es van fins a la final del joc.
Després d'acabar, comencen a buscar alguna cosa similar, però a l'època, el mercat estava molt poc desenvolupat. Roberta Williams comença a reflexionar sobre el mateix joc. El concepte d'aventura textual li agradava molt, però ella va pensar que amb imatges, el jugador tindria una experiència de joc més satisfactòria. Crea, doncs, Mystery House, la primera aventura gràfica, una història de detectius inspirada pels «Deu negrets» d'Agatha Christie.
Ken va passar algunes nits a desenvolupar el joc en el seu Apple II i finalment, va fer paquets amb bosses de plàstic contenint un disquet de 5,25 polzades del videojoc i un paper fotocopiat descrivint-lo. Va deixar els paquets en dipòsit a una botiga de programari local. Per a la seva gran sorpresa, Mystery House va ser un gran èxit, i encara Ken va pensar que el mercat dels videojocs seria molt menys favorable que el de programari professional, persevera. Així, el 1980 els Williams van fundar On-Line Systems, que es convertiria en Sierra On-line el 1982, una companyia que seria un jugador important en el mercat dels videojocs en els anys 1980 i 1990.
Però Sierra no es va quedar allà. Fins llavors, els videojocs d'aventura eren en primera persona, les imatges mostraven l'escena com a vista a través dels ulls del jugador. L'empresa dels Williams introduiria una novetat en la seva sèrie King's Quest: el videojoc en tercera persona. De fet, prenent avantatge de les tècniques desenvolupades en els videojocs d'acció que havien progressat molt paral·lelament, Ken va introduir un personatge animat que el jugador manipula i que el representa en l'univers del joc. Amb els «3-D Animated Adventures», un nou estàndard va néixer i gairebé tota la indústria s'hi va tancar. Les comandes eren encara, entrats pel teclat i analitzats per un analitzador sintàctic, com amb les aventures textuals.
Sierra mai deixarà de desenvolupar nous jocs i d'innovar, ampliant els límits tècnics fins a la seva compra per Cendant el 1998.

## Disseny dels videojocs

### Puzzles
Els jocs d'aventura contenen una gran varietat de puzzles, missatges codificats, la possibilitat de trobar objectes útils, la necessitat d'obrir portes tancades o de trobar i explorar noves localitzacions dins el joc. Resoldre un puzzle desbloquejarà l'accés a noves àrees del videojoc i revelarà més sobre la història d'aquest. Els puzzles de lògica, on alguns aparells són dissenyats amb interfícies abstractes per tal de comprovar la capacitat deductiva del jugador, són molt comuns.
Alguns puzzles són criticats per la complexitat de la seva solució com, per exemple, alguns dels temples del videojoc Zelda Breath of The Wild.

### Recol·lecció i utilització d'objectes
Molts jocs d'aventura contenen un inventari per al personatge. Els jugadors només podran recollir alguns dels objectes dins el joc, així sabràn que només aquells que pugui recol·lectar seran els importants pel transcurs de la història. Pels jocs de "point and click", els jugadors normalment realitzaràn una cerca sistemàtica anomenada "pixel hunt" (caça del pixel). Per tal d'evitar això, els jocs utilitzen recursos com destacar els ítems.
En aquest tipus de jocs, molts puzzles impliquen recol·lectar i utilitzar objectes de l'inventari. Els jugadors hauràn d'aplicar tècniques de raonament inspirades en el món real per tal de resoldre els enigmes. Hi ha la possibilitat d'haver de mantenir un objecte durant molt de temps a l'inventari per tal de fer-lo servir, provant així la memòria del jugador.

### Història, ambientació i temes
Els videojocs d'aventura són d'un sol jugador i, normalment, segueixen fils argumentals d'una llarga història. Més que cap altre tipus de videojoc, els jocs d'aventures depenen de a història i l'ambientació per tal de crear una bona experiència. Normalment, estan basats en ambients immersius, com en mons de fantasia, tractant de variar l'acondicionament de capítol en capítol creant així nous interessos i novetats en la història. La comèdia sol aparèixer, oferint respostes gracioses en el guió de la història quan el jugador intenta fer una acció o una combinació impossible o ridícula.
Tenint en compte que les videojocs d'aventures són explicats a través d'una història, els protagonistes normalment es desenvoluparan i creixeran emocionalment al llarg de l'experiència. El jugador haurà de completar missions o revelar misteris dels quals se sap poc. Aquest tipus d'histories misteriores permeten als creadors treballar sobre el que Ernest W. Adams anomena: "El problema de l'Amnèsia", on els jugadors controlen el personatge però començant sense coneixements o experiència. Els events argumentals se solen anar descobrint a mesura que el jugador avança la trama o completa puzzles, però per tal de crear una narració menys mecànica, alguns elements seran també revelats per alguns moviments del jugador.

### Els videojocs LucasArts

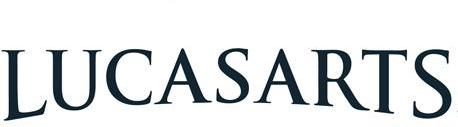
Logomarca de LucasArts.

El 1987, quan semblava que ningú seria capaç de lluitar contra el poder de Sierra, un programador anomenat Ron Gilbert amb la col·laboració d'Aric Wilmunder treballant per a l'empresa Lucasfilm Games - ara LucasArts - desenvolupa un avanç fonamental: el llenguatge script Scumm i la interfície «apuntar i clicar» (point-and-click). En lloc d'haver d'escriure el comandament per l'analitzador sintàctic, aquest és agafat per mitjà d'icones de text. Per interaccionar amb el seu entorn, el jugador fa clic a un comandament, una icona que representa un objecte del seu inventari o una àrea de la imatge. La ruptura amb l'època de les aventures de text és finalment consumat. Aquest sistema s'aplica per primera vegada en el videojoc Maniac Mansion.
LucasArts també es diferenciarà del seu principal competidor, el gegant Sierra, repensant certs conceptes dels videojocs d'aventura. No és així més possible morir en el transcurs del joc, com allò era corrent fins llavors, obligant el jugador a desenvolupar una estratègia de còpia de seguretat. De la mateixa manera, tot es fa perquè el jugador mai va estar completament encallat en el joc. Finalment, els videojocs de LucasArts van abandonar el sistema de punts que indiquen el progrés del jugador en l'aventura.
Finalment, entra a l'edat d'or de l'aventura. Aquestes noves característiques són immediatament abordades per la competència, Sierra en particular.
Els primers temptatives de Gilbert, Maniac Mansion i Zak McKracken, però, es queden tanmateix en 16 colors i el «assenyalar i clicar» no està plenament integrat. És amb The Secret of Monkey Island que s'arriba a una aplicació completa, que ofereix 256 colors, un point-and-click complet, un diàleg amb opcions de resposta, enigmes a resoldre mitjançant l'inventari, gràfics originals, música d'ambient i un humor molt característic. Més important encara, el guió ha estat concebut com al d'una pel·lícula, allò que la casa sap fer, i el diàleg i l'inventari estan al servei d'aquest escenari. La producció del 1993, Day of the Tentacle, un èxit notable, llança una línia en l'estil de dibuixos animats.
Tingueu en compte la col·laboració de Steven Spielberg i LucasArts per a la realització de The Dig, una aventura de ciència-ficció que el director una vegada havia planejat filmar.
Aprofitant novament els avenços dels videojocs d'acció i la integració d'un motor similar als videojocs de tir (acció en primera persona), l'empresa dona un nou gir el 1998 amb el videojoc Grim Fandango, quan va abandonar l'estil de dibuixos animats i el seu entorn de programació Scumm per a un nou motor anomenat GrimE, que gestiona el sistema de videojocs en 3D.

### La sèrieMyst

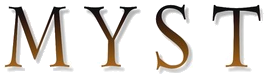
Logomarca de Myst.

El 1991, mentre que el món de l'aventura sembla dominat per a sempre per LucasArts, en un garatge a Spokane, Washington, el petit equip de 9 homes de la societat Cyan Worlds, dirigida pels germans Robyn i Rand Miller comença a empènyer el programari HyperCard d'Apple als seus límits i amb una bateria de Macintosh Quadra 840AV, van inventar un nou tipus d'aventura, fent alguna cosa nova amb l'antiga. De fet, el seu videojoc, Myst, és un joc en primera persona, té poques animacions, però les imatges van fugir totalment de l'estil «dibuix animat» vigent en aquell moment i busquen l'hiperrealisme. El videojoc és intrigant, captivant, i permet una immersió sense precedents en el seu univers.
L'aventura comença en una illa, el jugador en la més completa ignorància. Tampoc hi ha inventari, i no es pot portar més que un objecte a la vegada. Els puzles són bastant convencionals en la seva concepció. No obstant això, gràcies als seus gràfics detallats on tot pot ser important, el jugador és atrapat pel joc.
Part del seu èxit sembla estar relacionat amb el fet que, per primera vegada, un videojoc no semblava estar destinats a una audiència d'homes joves, però a un públic adult en general. Llançat el 1993, Myst va ser el videojoc més profitós de tots els temps (fins al 2002, quan The Sims va superar les seves vendes) i es vendran més de 12 milions de còpies, totes les plataformes combinades.
Myst ha donat lloc a diverses seqüeles: Riven, Myst III: Exile, Myst IV: Revelation i Myst V: End of Ages, l'última de la sèrie. Hi ha també un joc multijugador massiu en línia, Uru: Ages Beyond Myst, que realment no encaixa en la sèrie Myst. Tres novel·les derivades tenen el seu origen en el món de Myst, Myst: El Llibre de Atrus, Myst: El llibre Ti'ana i Myst: El Llibre de D'ni. El videojoc també va ser parodiat per Pyst de Parroty Interactive.

### Cap a un nou videojoc d'aventura

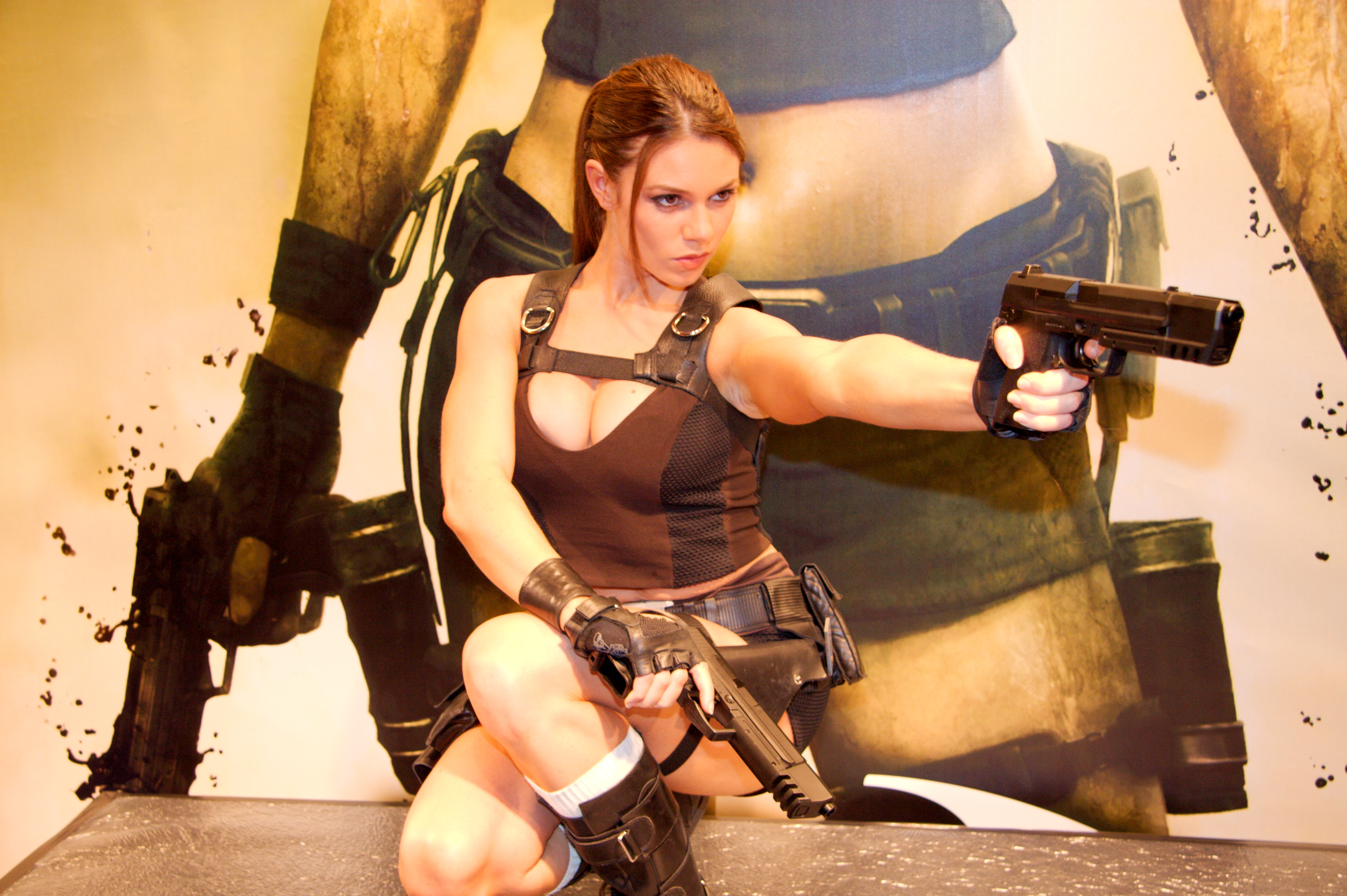
Alison Carroll com Lara Croft al «Festival du jeu vidéo» 2008 (París, França).

3D ha clavat un cop dur per al gènere a partir de 1996. Els nous estils de jugabilitat, d'accés més immediat (videojoc de plataformes, videojoc de tir) aviat han superat als videojocs d'aventura (tradicionalment exigents intel·lectualment) en el gust del públic en general. Es pot per exemple citar Tomb Raider (1996), que combina aventures a la Indiana Jones (exploració de vestigis perduts, recerca d'artefactes, etc.), algunes resolucions d'enigmes, i sobretot les fases d'acció (tir, plataformes), tot això en 3D. Per no parlar de l'heroïna pechugona. A causa d'aquesta alquímia, el videojoc va ser un èxit rotund.
Però això no és l'única raó. El tipus «apuntar i clicar» ha estat molt difícil adaptar-se a les normes tècniques de 3D, com ho demostren les dues últimes realitzacions de LucasArts en aquest àmbit, Grim Fandango i Escape from Monkey Island. Finalment, la base de la jugabilitat, amb la resolució d'enigmes fent avançar la història s'ha incorporat i integrat en altres gèneres, com el videojoc de rol. Les vendes han disminuït constantment. A l'inici dels anys 2000, el gènere va ser considerat mort, encara que, per descomptat, les poques temptatives aïllades (com The Nomad Soul i Outcast).
Contra tot pronòstic, el gènere va renéixer a partir de 2002/2003 gràcies a algunes produccions memorables. El 2002, Microïds publica Syberia, del qual l'artista és el l'autor de còmics Benoît Sokal. Amb un guió original i un magnífic entorn gràfic, el videojoc va conquerir un ampli públic. El 2003, l'editor francès Focus tempta una jugada de pòquer i va guanyar l'aposta: Runaway i The Westerner són grans èxits. Els seus desenvolupadors han optat per un estil «cartoon», recordant els videojocs de LucasArts que va no només agradar a molts nostàlgics, però també a un públic massa jove per haver pogut, en aquell temps, jugar-hi. El gènere sembla respirar una mica, amb Tony Tough, Broken Sword: The Sleeping Dragon o Fahrenheit (encara que aquests dos últims tenen una gran quantitat d'escenes d'acció).
Hi ha diverses raons pel renovat interès en el «apuntar i clicar». D'una banda, els videojocs 2D són molt més fàcils de realitzar que els videojocs 3D i sobretot molt menys cars, en un context d'inflació galopant dels costos de producció que va destruir el dinamisme i la creativitat dels videojocs. D'altra banda, les seves normes tècniques són molt menys elevades, s'adapten a un gran parc de màquines, incloent-hi les d'un públic poc propens a renovar els seus equips al ritme actual de la cursa tecnològica. Finalment, el seu estil lineal i narratiu constitueix excel·lents indicacions artístiques per a un públic confós pels videojocs actuals, i de les quals les imatges de referència són les del cinema d'acció (alguns jugadors fins i tot reconeixen ser descoratjats pels videojocs 3D en temps real, a causa de les seves imatges en moviment perpetu).

## Videojocs d'aventures famosos

### Aventures gràfiques en sèrie
- Broken Sword
- The Colonel's Bequest i la continuació The Dagger of Amon Ra
- Discworld i les seves continuacions Discworld 2 i Discworld Noir
- Gabriel Knight
- Gobliiins
- Indiana Jones
- The Journeyman Project
- King's Quest
- The Legend of Kyrandia
- Leisure Suit Larry
- The Longest Journey i la continuació Dreamfall
- Maniac Mansion i la continuació Day of the Tentacle
- Monkey Island
- Myst
- Phantasmagoria
- Police Quest
- RHEM i la continuació RHEM 2
- Sam & Max Hit the Road i les contininuacions de Sam & Max
- The 7th Guest i la continuació The 11th Hour
- Runaway: A Road Adventure i la continuació Runaway 2: The Dream of The Turtle
- La saga de Sherlock Holmes: Mystery of the Mummy, Secret of the Silver Earring i The Awakened
- Shivers i la continuació Shivers 2: Harvest of Souls
- Simon the Sorcerer
- Space Quest
- Star Trek: 25th Anniversary (videojoc) i la continuació Star Trek: Judgment Rites
- Syberia i la continuació Syberia II
- Tex Murphy
- Zork (Return to Zork, Zork: Nemesis, Zork: Grand Inquisitor)

### Aventures gràfiques individuals
- Lighthouse: The Dark Being
- Beneath a Steel Sky
- The Black Cauldron
- The Bizarre Adventures of Woodruff and the Schnibble
- Blade Runner
- The Dig
- Dragon Riders: Chronicles of Pern
- Dust: A Tale of the Wired West
- Hopkins FBI
- Full Throttle
- Grim Fandango
- Loom
- Prisoner of Ice
- The Neverhood
- RAMA
- Sanitarium
- Snatcher
- The Last Express
- Titanic: Adventure Out of Time
- Toonstruck
- Torin's Passage
- Zak McKracken and the Alien Mindbenders
- Total distortion

### Aventures conversacionals
- Colossal Cave Adventure
- Mystery House
- The Hitchhiker's Guide to the Galaxy
- Softporn Adventure
- Zork

### Videojocs d'aventura japonesos
- Ace Attorney
- Another Code: Two Memories
- Harukanaru Toki no Naka de
- Hotel Dusk: Room 215
- Muv-Luv
- Policenauts